# Alpinia scabra
Alpinia scabra là một loài thực vật có hoa trong họ Gừng. Loài này được (Blume) Náves mô tả khoa học đầu tiên năm 1880.